# (5413) Smyslov

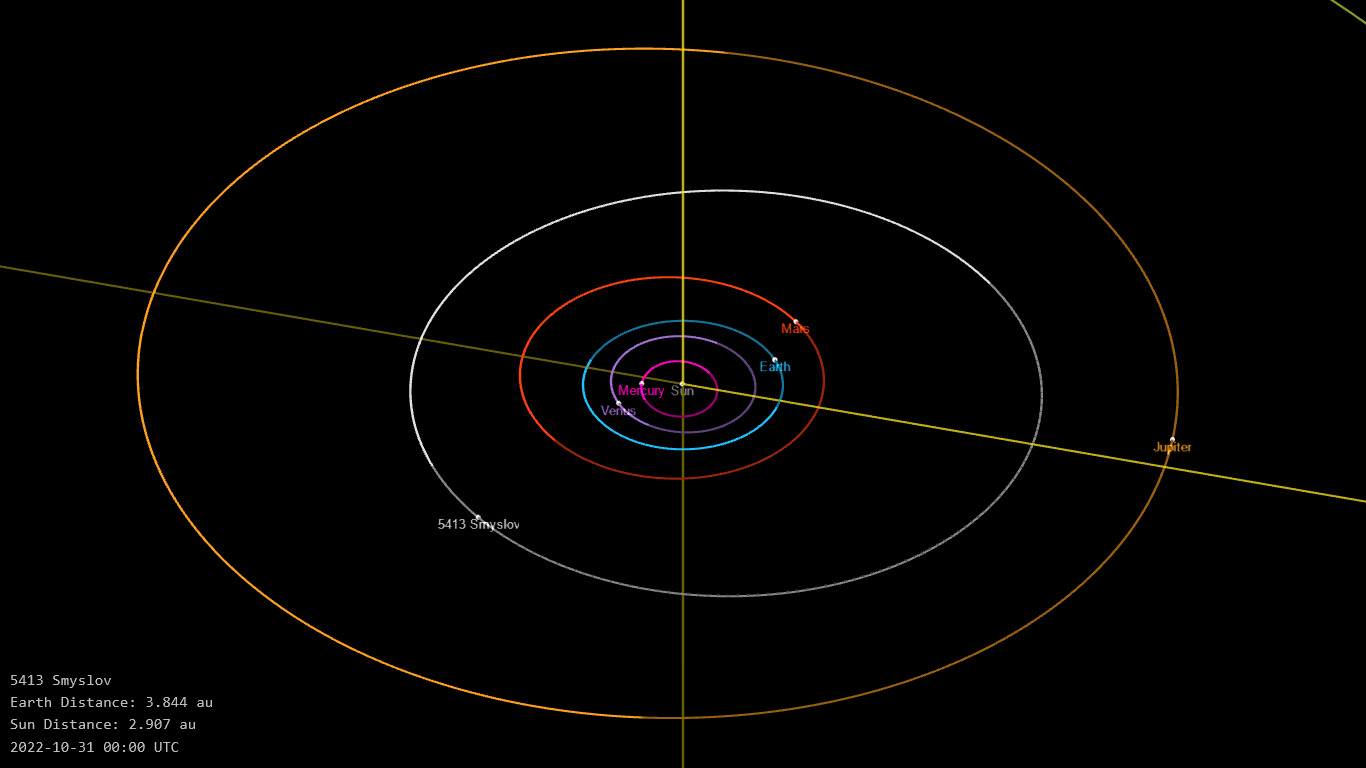

(5413) Smyslov est un astéroïde de la ceinture principale.

## Description
(5413) Smyslov est un astéroïde de la ceinture principale. Il fut découvert le 13 mars 1977 à Naoutchnyï par Nikolaï Tchernykh. Il porte le nom de Vassily Smyslov. Il présente une orbite caractérisée par un demi-grand axe de 3,16 UA, une excentricité de 0,15 et une inclinaison de 0,4° par rapport à l'écliptique.

## Compléments